# Mugil curema
Mugil curema Valenciennes, 1836, popularmente conhecido como tainha, parati, parati-olho-de-fogo, pratiqueira, sajuba, paratibu, pratibu, saúna, solé e mondego, é um peixe marinho eurialino da família Mugilidae, com distribuição natural na costa leste do Atlântico desde o norte de Espanha até à costa da Namíbia, em toda a costa oeste do Atlântico, incluindo o mar das Caraíbas e o golfo do México, bem como na costa leste do oceano Pacífico desde o golfo da Califórnia até ao Chile.

## Etimologia
"Parati" deriva do tupi antigo parati.

## Descrição
A espécie atinge um comprimento máximo padrão de 30 centímetros, embora tenham sido descritas capturas de espécimes com 90 centímetros. Apresentam 4 ou 5 espinhas na barbatana dorsal e uns 8 a 9 raios brandos, com 3 espinhas e 9 ou 10 raios brandos na barbatana anal. As escamas dos flancos estão recobertas por escamas secundárias mais pequenas. A coloração é branca. Diferencia-se das tainhas pela ausência de listras.
A espécie ocorre em águas marinhas costeiras, com pouca profundidade e fundos arenosos ou associados a arrecifes, exibindo comportamento catádromo. Os juvenis habitam nas águas costeiras, sobretudo próximo de estuários e lagunas costeiras, enquanto os adultos formam cardumes que, frequentemente, penetram nos rios.
Os adultos alimentam-se de algas, tanto microscópicas como filamentosas, enquanto os juvenis se alimentam de organismos planctónicos.
A reproducção ocorre entre Março e Agosto, consistindo, cada postura, em milhões de ovos providos de um considerável volume de vitelo.

## Utilização pelo homem
A espécie é objecto de importante pescaria comercial, inclusive com redes de arrasto, sendo uma importante fonte de alimentação humana em algumas regiões costeiras. Dada sua importância comercial, também é cultivada em aquicultura.